# David Parker
Pour les articles homonymes, voir Parker.
David Parker est un ingénieur du son américain né en 1951.

## Filmographie (sélection)
- 1983 : L'Étoffe des héros (The Right Stuff) de Philip Kaufman
- 1983 : Rusty James (Rumble Fish) de Francis Ford Coppola
- 1983 : Un homme parmi les loups (Never Cry Wolf) de Carroll Ballard
- 1984 : Runaway : L'Évadé du futur (Runaway) de Michael Crichton
- 1984 : Amadeus de Miloš Forman
- 1986 : Mosquito Coast (The Mosquito Coast) de Peter Weir
- 1986 : Blue Velvet de David Lynch
- 1988 : L'Insoutenable Légèreté de l'être (The Unbearable Lightness of Being) de Philip Kaufman
- 1990 : Sailor et Lula (Wild at Heart) de David Lynch
- 1990 : Aux sources du Nil (Mountains of the Moon) de Bob Rafelson
- 1992 : Twin Peaks (Twin Peaks: Fire Walk with Me) de David Lynch
- 1994 : Ed Wood de Tim Burton
- 1994 : Serial Mother (Serial Mom) de John Waters
- 1997 : The Game de David Fincher
- 1999 : Le Talentueux Mr. Ripley (The Talented Mr. Ripley) d'Anthony Minghella
- 1999 : Jakob le menteur (Jakob the Liar) de Peter Kassovitz
- 1999 : Fight Club de David Fincher
- 2002 : Panic Room de David Fincher
- 2003 : Pirates des Caraïbes : La Malédiction du Black Pearl (Pirates of the Caribbean: The Curse of the Black Pearl) de Gore Verbinski
- 2004 : Van Helsing de Stephen Sommers
- 2007 : La Vengeance dans la peau (The Bourne Ultimatum) de Paul Greengrass
- 2008 : L'Étrange Histoire de Benjamin Button (The Curious Case of Benjamin Button) de David Fincher
- 2010 : The Tourist de Florian Henckel von Donnersmarck
- 2010 : The Social Network de David Fincher
- 2010 : Iron Man 2 de Jon Favreau
- 2011 : Millénium : Les Hommes qui n'aimaient pas les femmes (The Girl with the Dragon Tattoo) de David Fincher
- 2011 : Captain America: First Avenger (Captain America: The First Avenger) de Joe Johnston
- 2012 : L'Âge de glace 4 : La Dérive des continents (Ice Age: Continental Drift) de Steve Martino et Michael Thurmeier
- 2012 : Avengers (Marvel's The Avengers) de Joss Whedon
- 2014 : Lucy de Luc Besson
- 2016 : Alice de l'autre côté du miroir (Alice Through the Looking Glass) de James Bobin

## Distinctions

### Récompenses
- Oscar du meilleur mixage de son
  - en 1997 pour Le Patient anglais
  - en 2008 pour La Vengeance dans la peau
- British Academy Film Award du meilleur son
  - en 2008 pour La Vengeance dans la peau

### Nominations
- Oscar du meilleur mixage de son
  - en 1984 pour Un homme parmi les loups
  - en 2004 pour Pirates des Caraïbes : La Malédiction du Black Pearl
  - en 2009 pour L'Étrange Histoire de Benjamin Button
  - en 2011 pour The Social Network
  - en 2011 pour Millénium : Les Hommes qui n'aimaient pas les femmes
- British Academy Film Award du meilleur son
  - en 1991 pour Sailor et Lula
  - en 1997 pour Le Patient anglais
  - en 2004 pour Pirates des Caraïbes : La Malédiction du Black Pearl